# Lina Rodríguez
Lina Rodríguez és una directora, productora i guionista de cinema colombiana, reconeguda pels seus llargmetratges Señoritas i Mañana a esta hora i el curtmetratge Ante mis ojos.

## Carrera

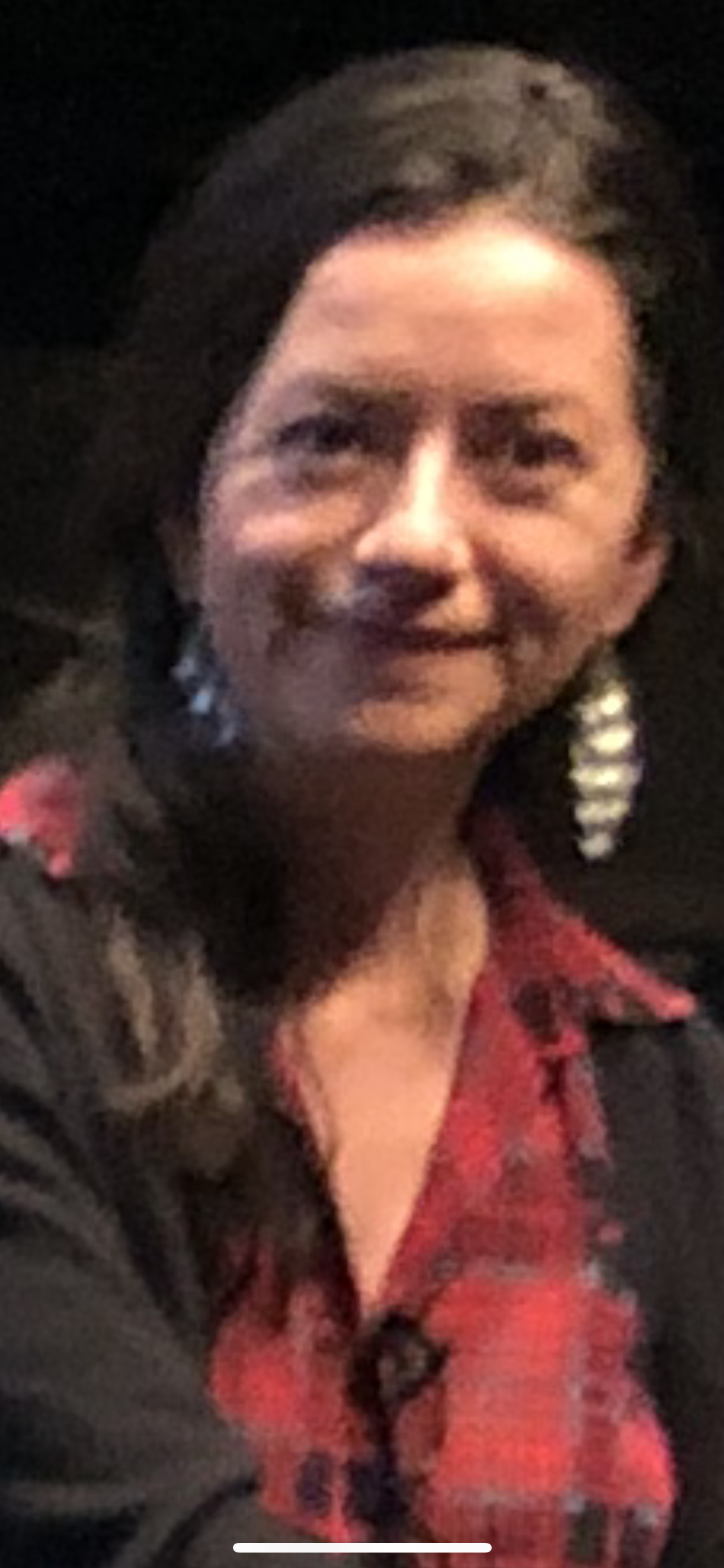
Lina Rodríguez (2023).

Rodríguez va néixer a la ciutat de Bogotà i es va traslladar al Canadà per a exercir la seva carrera en la direcció fílmica. Va estudiar producció de cinema i vídeo en la Universitat de Nova York a Toronto i des de llavors ha dirigit i produït diversos curtmetratges de tall experimental.
El seu primer llargmetratge, Señoritas, fou estrenat al Festival Internacional de Cinema de Cartagena de Indias el 2013. El 2017 va estrenar la seva su segona pel·lícula, Mañana a esta hora, protagonitzada per l'actriu Laura Osma. Un any després va dirigir el curtmetratge Ante mis ojos, on va usar la Laguna de Guatavita com a eix central.

## Filmografia destacada

### Curtmetratges
- 2004 - In memoriam
- 2005 - Cycle
- 2008 - Convergences et rencontres
- 2011 - Einschnitte
- 2018 - Ante mis ojos

### Llargmetratges
- 2014 - Señoritas
- 2017 - Mañana a esta hora